# Raphitoma
Genre
Synonymes
voir paragraphe #Synonymes
Raphitoma est un genre de mollusques gastéropodes marins de l'ordre des Neogastropoda et de la famille des Raphitomidae ou des Conidae, selon les classifications.

## Synonymes
- Cenodagreutes E. H. Smith, 1967
- Cordieria Monterosato, 1884
- Cordieria (Cirillia) Monterosato, 1884
- Cyrillia Kobelt, 1905
- Cyrtoides F. Nordsieck, 1968
- Daphnella (Raphitoma) Bellardi, 1847
- Homotoma Bellardi, 1875
- Leufroyia Monterosato, 1884
- Lineotoma F. Nordsieck, 1977
- Mangilia (Raphitoma)
- Peratotoma G. F. Harris & Burrows, 1891
- Philbertia Monterosato, 1884
- Raphitoma (Cyrtoides) F. Nordsieck, 1968
- Raphitoma (Leufroyia) Monterosato, 1884
- Raphitoma (Philbertia) Monterosato, 1884
- Raphitoma (Raphitoma) Bellardi, 1848

## Liste des espèces actuelles
Selon BioLib (12 avril 2023) :
- Raphitoma alleryana (Sulliotti, 1889)
- Raphitoma alternans (Monterosato, 1884)
- Raphitoma andrehoaraui (Pelorce & Horst 2020)
- Raphitoma arnoldi (Pallary, 1904)
- Raphitoma atropurpurea (Locard & Caziot, 1900)
- Raphitoma bartolinorum (Pusateri & Giannuzzi-Savelli, 2018)
- Raphitoma bicolor (Risso, 1826)
- Raphitoma bracteata (Pallary, 1904)
- Raphitoma brunneofasciata (Pusateri, Giannuzzi-Savelli & Oliverio, 2013)
- Raphitoma contigua (Monterosato, 1884)
- Raphitoma corbis (Potiez & Michaud, 1838)
- Raphitoma cordieri (Payraudeau, 1826)
- Raphitoma cylindracea (Locard & Caziot, 1900)
- Raphitoma densa (Monterosato, 1884)
- Raphitoma digiulioi (Pusateri & Giannuzzi Savelli, 2017)
- Raphitoma ebreorum (Pusateri & Giannuzzi-Savelli, 2018)
- Raphitoma echinata (Brocchi, 1814)
- Raphitoma ephesina (Pusateri, Giannuzzi Savelli & Stahlschmidt, 2017)
- Raphitoma farolita (F. Nordsieck, 1977)
- Raphitoma georgiae (Kontadakis, 2022)
- Raphitoma histrix (Bellardi, 1847)
- Raphitoma horrida (Monterosato, 1884)
- Raphitoma kharybdis (Pusateri & Giannuzzi-Savelli, 2018)
- Raphitoma laviae (Philippi, 1844)
- Raphitoma lineolata (Bucquoy, Dautzenberg & Dollfus, 1883)
- Raphitoma locardi (Pusateri, Giannuzzi-Savelli & Oliverio, 2013)
- Raphitoma melitis (Manousis et al., 2018)
- Raphitoma mirabilis (Pallary, 1904)
- Raphitoma nivea (Marshall in Sykes, 1906)
- Raphitoma oblonga (Jeffreys, 1867)
- Raphitoma pallaryi (F. Nordsieck, 1977)
- Raphitoma papillosa (Pallary, 1904)
- Raphitoma philberti (Michaud, 1829)
- Raphitoma pruinosa (Pallary, 1906)
- Raphitoma pseudohystrix (Sykes, 1906)
- Raphitoma pupoides (Monterosato, 1884)
- Raphitoma purpurea (Montagu, 1803)
- Raphitoma skylla (Pusateri & Giannuzzi-Savelli, 2018)
- Raphitoma smriglioi (F. Pusateri & R. Giannuzzi-Savelli, 2013)
- Raphitoma sophiae (C. Manousis et al., 2018)
- Raphitoma spadiana (F. Pusateri, R. Giannuzzi-Savelli & M. Oliverio, 2012)
- Raphitoma syrtensis (F. Nordsieck, 1977)
- Raphitoma zamponorum (Horro, Rolán & Gori, 2019)